# Agly
Der Agly (katalanisch: Aglí) ist ein Fluss in Frankreich, der in der Region Okzitanien verläuft. Er entspringt im Südwesten des Berglands der Corbières, im Gemeindegebiet von Bugarach. Der Agly entwässert generell in südöstlicher Richtung, durchfließt in seinem Oberlauf die imposante Schlucht Gorges de Galamus und mündet nach rund 82 Kilometern bei Le Barcarès ins Mittelmeer. Auf seinem Weg durchquert er die Départements Aude und Pyrénées-Orientales sowie den Regionalen Naturpark Corbières-Fenouillèdes.

## Orte am Fluss
- Camps-sur-l’Agly
- Saint-Paul-de-Fenouillet
- Ansignan
- Caramany
- Latour-de-France
- Estagel
- Cases-de-Pène
- Espira-de-l’Agly
- Rivesaltes
- Claira
- Saint-Laurent-de-la-Salanque
- Torreilles
- Le Barcarès

## Sehenswürdigkeiten
- Gorges de Galamus
- Römisches Aquädukt bei Ansignan